# Tabanus subsimilis
Tabanus subsimilis är en tvåvingeart som beskrevs av Luigi Bellardi 1859. Tabanus subsimilis ingår i släktet Tabanus och familjen bromsar. Inga underarter finns listade i Catalogue of Life.

## Bildgalleri

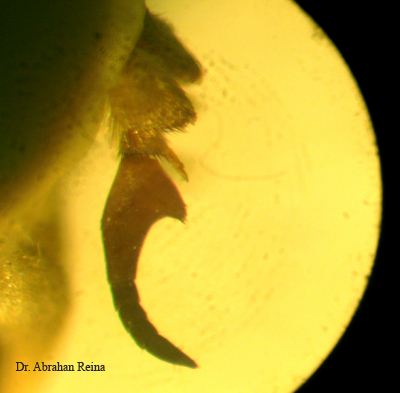
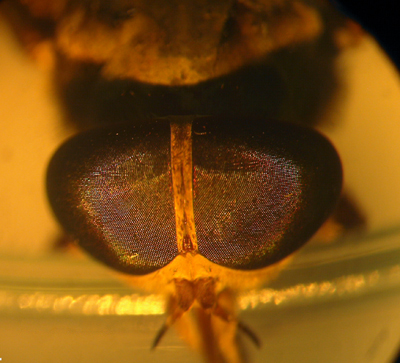
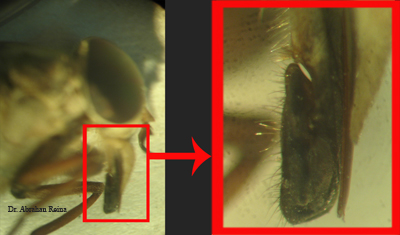
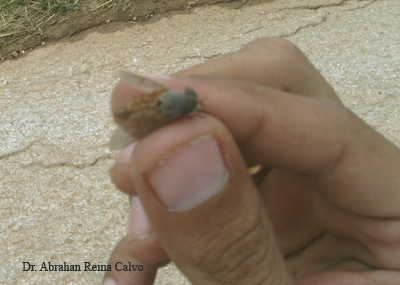
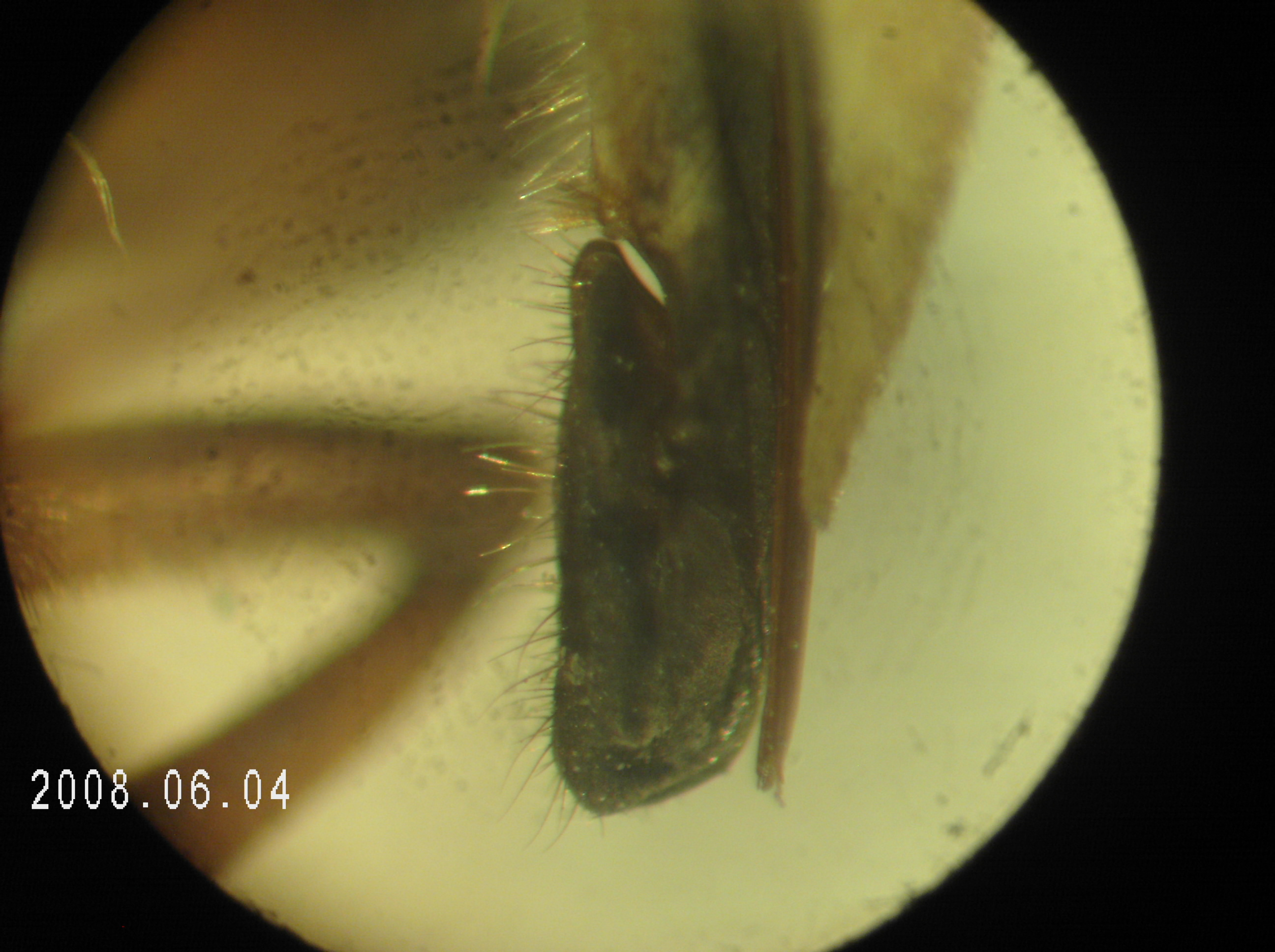